# Pseudechidna brummeri
Pseudechidna brummeri is een zoutwateraal en is de enige van het geslacht Pseudechidna uit de familie van de murenen (Muraenidae). De soort komt voor in het westen van de Indische Oceaan, het oosten van de Indische Oceaan en in het noordwesten van de Grote Oceaan.

## Anatomie
Pseudechidna brummeri kan een maximale lengte bereiken van 103 centimeter. Het lichaam van de vis heeft een aalachtige vorm.

## Leefwijze
Pseudechidna brummeri is een zoutwatervis die voorkomt in een tropisch klimaat.

## Status
De soort komt niet voor op de Rode Lijst van de IUCN.